# Horace Disston
Horace Cumberland Disston, född 7 januari 1906 i Philadelphia, död 30 september 1982 i Camden, var en amerikansk landhockeyspelare.
Disston blev olympisk bronsmedaljör i landhockey vid sommarspelen 1932 i Los Angeles.